# NGC 43
NGC 43 (другие обозначения — UGC 120, MCG 5-1-54, ZWG 499.79, PGC 875) — линзообразная галактика (SB0) в созвездии Андромеды. Открыта Джоном Гершелем в 1827 году. Описание Дрейера: «очень тусклый объект, в 45'' северо-западу расположена звезда 12-й величины». Галактика удаляется от Млечного Пути со скоростью 4785 км/с, удалена на 220—225 миллионов световых лет и имеет диаметр 85—90 тысяч световых лет. Профиль яркости NGC 43 асимметричен. Балдж этой галактики имеет индекс Серсика, равный 2,2, и, предположительно, состоит из сферически симметричной компоненты и ящикоподобной.
Этот объект входит в число перечисленных в оригинальной редакции «Нового общего каталога».
Галактика NGC 43 входит в состав группы галактик NGC 43. Помимо NGC 43 в группу также входят NGC 39, CGCG 0011.3+3037 и UGC 130.